# إيوانث
القمر إيوانث (بالإنجليزية: Euanthe)‏ المعروف أيضاً باسم المشتري الثالث والثلاثون (بالإنجليزية: Jupiter XXXIII)‏، هو قمر طبيعي غير نظامي يتحرك بحركة تراجعية تابع لكوكب المشتري.
و ينتمي هذا القمر إلى مجموعة أنانك التي يعتقد أنها بقايا تفكك شمسي حيث أن جميعها بالتالي لها أصل مشترك.

## اكتشافه
تم اكتشافه من قبل فريق من علماء الفلك من جامعة هاواي بقيادة سكوت شيبارد في عام 2000 للميلاد، وتمت تسميته حينها مؤقتاً S/2001 J 7 
ومن ثم تمت تسميته رسمياً في أغسطس من عام 2003م للميلاد نسبة إلى إيوانث التي يقال أنها والدة إلهات الحُسن حسب الميثولوجيا الإغريقية ووفقاً لبعض الكتاب اليونانيين.

## خصائصه
يدور هذا القمر حول كوكب المشتري على مسافة متوسطة تبلغ 20465 ميغامتر في 598,093 يوماً، بزاوية ميل يبلغ قدرها 143 درجة في اتجاه(° 142 من خط الاستواء في المشتري) حسب مسير الشمس مع انحراف يبلغ قدره 0,2001.
يبلغ قطر هذا القمر حوالي 3 كيلومترات.

## وصلات خارجية
- Euanthe.com